# Antonio Graziani
Antonio Graziani (21 de novembro de 1620 – maio de 1684) foi um prelado católico romano que serviu como bispo de Boiano (1666–1684).

## Biografia
Antonio Graziani nasceu a 21 de novembro de 1620. No dia 15 de fevereiro de 1666, foi nomeado pelo Papa Alexandre VII como Bispo de Boiano. Serviu como Bispo de Boiano até à sua morte em maio de 1684. Enquanto bispo, serviu como o principal co-consagrador de Agostino Flavio Macedonich, Bispo de Stagno, Arcangelo de Chilento, Bispo de L'Aquila, Ignatius Fiumi, Bispo de Polignano, e Bernardino Masseri, Bispo de Anagni.